# Eagle House

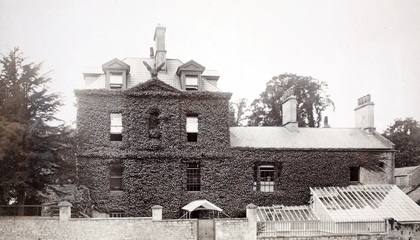
Das Eagle House um 1904

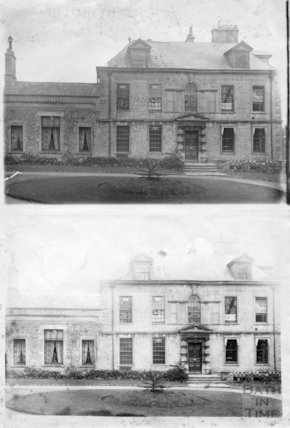
Südseite des Eagle House, 1890

Das Eagle House (dt. Adlerhaus) ist ein gelistetes Baudenkmal (Stufe 2) in Batheaston, Somerset, nahe Bath. Vor dem Ersten Weltkrieg hatte das Haus ein weiträumiges Grundstück.
Als Emily Blathwayt und ihr Ehemann Colonel Linley Blathwayt das Haus besaßen, wurde es von 1909 bis 1912 als eine Zufluchtstätte für Suffragetten genutzt, die nach Gefängnisaufenthalten und Hungerstreiks entlassen worden waren. Es wurde als Suffragette’s Retreat bekannt. Emily Blathwayt war eine Suffragette und ein Mitglied der Women’s Social and Political Union (WPSU).
Zwischen April 1909 und Juli 1911 wurden auf einem nahe gelegenen Grundstück Bäume gepflanzt, die an bestimmte Suffragetten erinnern sollten; zumindest 47 Stück wurden angepflanzt. Es wurde nach Annie Kenney als Annie’s Arboretum bezeichnet. Die Bäume wurden in den 1960er Jahren zerstört, als eine städtische Wohnanlage gebaut wurde. Nur ein Baum, eine Österreichische Schwarzkiefer, ist noch vorhanden; er wurde 1909 von Rose Lamartine Yates gepflanzt.

## Architektur und Geschichte
Das zweigeschossige Haus aus Bath Stone ist aus zugehauenen Steinblöcken erbaut und mit Schiefer gedeckt. Die ionischen Säulen an beiden Seiten des Portals tragen einen Dreiecksgiebel. Die Südseite besteht aus fünf Achsen, während die östliche nur drei besitzt. Das Innere enthält ein Treppenhaus aus dem 18. Jahrhundert und einen Kamin. Im Garten befindet sich eine Kapelle mit einem Maßwerk-Fenster aus dem frühen 19. Jahrhundert.

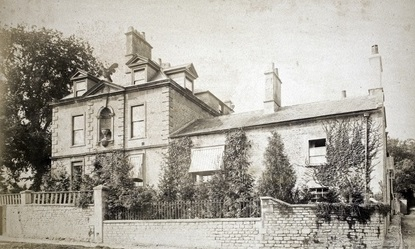
Eagle House, um 1890

Das Haus wurde im späten 17. oder frühen 18. Jahrhundert erbaut, dann im Jahr 1724 und erneut 1729 von dem Architekten John Wood, dem Älteren als eigenes Haus umgebaut. Das Gebäude wurde später in Verbindung mit John Wood dem Jüngeren gebracht.
1882 wurde das Eagle House der Wohnsitz von Colonel Linley Blathwayt, seiner Frau Emily und ihrer Kinder William und Mary Blathwayt. Linley Blathwayt war Colonel in der Armee in Indien gewesen, und er zog in das Haus, als er im Ruhestand war. Sein Interesse galt Insekten und der Photographie, Emily Blathwayts dem Garten. Das Ehepaar besaß eine große Bücherei, die Hunderte von Botanik- und Naturdarstellungen enthielt.

## Frauenwahlrechtsaktivismus

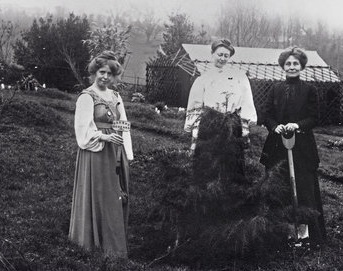
Annie Kenney links, Mary Blathwayt in der Mitte und Emmeline Pankhurst, mit dem Spaten, nahe Eagle House 1910

Emily und Mary Blathwayt besuchten zuerst die Zusammenkünfte der „Bath Women’s Suffrage Society“ 1906 gaben sie drei Schillinge an die WSPU. Mary traf Annie Kenney bei einer Zusammenkunft der WPSU in Bath; daraufhin erklärte sie sich bereit, Kenney, Elsie Howey, Clara Codd and Mary Phillips dabei zu helfen, eine lokale Frauenwahlrechtskampagne durchzuführen. Mary bekam von ihrer Familie eine finanzielle Beihilfe, damit sie in ihrer Arbeit für die Frauenrechte Unterstützung hatte.
Am 28. April 1909 schrieb Emily Blathwayt in ihr Tagebuch, dass “the idea of a field of trees grows” (deutsch: die Idee von einem Feld mit Bäumen wächst). Der Platz, der gewählt wurde, war ein zwei Acres großes Feld an der Seite des „Solsbury Hill“. Es sollte nicht ein simpler Wald werden. Sie pflanzten individuelle immergrüne Sträucher und Bäume, die Frauen ehren sollten, die für die Frauensache arbeiteten, wobei jene militanten Frauen, die eingesperrt worden waren, mit einer besonderen Konifere geehrt wurden. Jede bekam eine unterschiedliche Species, und rundherum wurden um jeden Baum Blumenbeete angelegt. Die Anpflanzung wurde während eines Besuchs der Suffragette durchgeführt, die dann neben einer für diesen Zweck erstellten Plakette posierte. Dies wurde von Colonel Lindley fotografiert; er machte auch ein Porträtfoto der Suffragette. Diese Aufnahmen wurden signiert und im WSPU-Shop in Bath verkauft.
Mary Blathwayts Tagebuch enthält auch Einzelheiten über die sexuellen Beziehungen zwischen vielen Teilnehmerinnen der Bewegung, von denen viele im Eagle House stattfanden.
Eagle House wurde ein wichtiger Zufluchtsort für Suffragetten, die nach Hungerstreiks aus dem Gefängnis entlassen worden waren. Jeder Baum wurde gepflanzt, um einer einzelnen Suffragette zu gedenken – mindestens 47 Bäume wurden zwischen April 1909 und Juli 1911 gepflanzt, dazu gehörten diejenigen von Emmeline Pankhurst, Christabel Pankhurst, Annie Kenney, Charlotte Despard, Millicent Fawcett und Constance Lytton.
Viele wichtige Personen der Suffragetten-Bewegung wurden eingeladen, im Haus zu übernachten und einen Baum zur Feier eines Gefängnisurteils zu pflanzen. Die Baumpflanzung wurde nach Annie Kenney als „Annie’s Arboretum“ bezeichnet. Es gab auch einen nach Pankhurst benannten Teich auf dem Grundstück.
Als Vera Wentworth und Elsie Howey den Premierminister H. H. Asquith angriffen, überschritt dies für die Blathwayt-Familie eine Grenze. Auch Brandstiftungen und andere Angriffe auf fremdes Eigentum, die von Suffragetten durchgeführt wurden, einer sogar nahe dem Eagle House, hatte die Blathwayts enttäuscht. Emily Blathwayt trat in der Folge aus der WSPU aus und Linley Blathwayt schrieb Protestbriefe an Christabel Pankhurst, Howey and Wentworth. Pankhurst wurde mitgeteilt, dass Howey und Wentworth ihr Haus nicht mehr betreten dürften. Wentworth schrieb einen langen Antwortbrief, in dem sie ihre Reaktion bedauerte, aber auch bemerkte, “if Mr. Asquith will not receive deputation they will pummel him again”. (deutsch: falls Mr. Asquith die Delegation nicht empfängt, werden sie ihn erneut angreifen.)

## Erbe und Nachwirkung

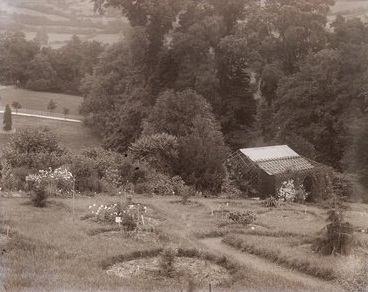
„Annie’s Arboretum“ beim Eagle House, um 1910

Das Gesetz „Town and Country Planning Act 1947“ enthielt die Bestimmung, dass Wald von historischer Bedeutung zu erhalten sei. Aber die Bedeutung dieses Grundstücks wurde nie festgestellt. Tatsächlich wurde die „Somerset archaeological society“ über eine Planung konsultiert. Und diese hielt fest, dass die Liegenschaft „nicht sehr anziehend“ sei. 1961 überstimmte die „Local Planning Authority“ die örtlichen Einwendungen, die aber den Garten nicht erwähnten. Das Hause wurde erhalten, aber sein Inhalt wurde versteigert. Dabei war auch eine „Boadicea brooch“ (Boadicea Brosche), die Annie Kenney der Mary Blathwayt geschenkt hatte. Der Garten wurde nicht ganz übersehen, da ein lokaler Journalist festhielt, dass die Inhalte des Gebäudes im Vergleich zum Garten der Suffragetten (suffragette’s garden) unbedeutend seien.
Die Bäume in „Annie’s Arboretum“ wurden beseitigt, um um 1965 herum Platz für eine Siedlung frei zu machen. Helen Watts schrieb einen der letzten bekannten Berichte von „Annies Arboretum“ beim Eagle House. Sie kam 1911 zu dem Platz zurück, als sie dort geehrt wurde. Sie besuchte ihn 1962 und nahm einen Juniper-Zweig als Souvenir mit. Die Lokalzeitung berichtete, dass sie ihre Plakette nicht finden konnte. Aber sie fand prächtige Bäume und mit Hilfe von Colonel Blathwayts Foto identifizierte sie „ihre“ Kiefer (Juniper).
Einer der Bäume, eine österreichische Schwarzkiefer, ist übrig geblieben. Sie wurde von Rose Lamartine Yates 1909 gepflanzt. 2011 wurde angekündigt, dass die Bäume durch neue im Royal Victoria Park von Bath, im Alice Park und bei der Bath Spa University ersetzt werden würden.
Das Haus wurde in vier Apartment-Wohnungen aufgeteilt.